# Maheno

Maheno est un petit centre-ville de la région de North Otago (en) situé au sud de la ville d’Oamaru dans l’Île du Sud de la Nouvelle-Zélande.

## Population
Le secteur comprend 75 résidents. 

## Toponymie
Un certain nombre des rues de la ville sont dénommées d’après les lieux de Tyne and Wear, un comté du nord-est de l’Angleterre, telles que  Whickham, Felling, Heworth et Jarrow.

## L’école de Maheno
L’école de Maheno a ouvert le 11 octobre 1875 pour le délice des nombreux parents du coin. 
Peter Williams fit don d’un site valable dans le centre de la ville, alors que 150 £ avaient été recueillis par souscription en supplément des 325 £ accordés par le  Gouvernement 
L’architecte fut Thomas Forrester (en) , et Robert Peattie devint le premier enseignant pour les 14 postulants.
Lors de l’ouverture,50 enfants furent inscrits et au milieu de 1876, l’effectif de l’école s’élevait à 72 élèves.
L’école bénéficia de nombreuses améliorations, en commençant par l’adjonction d’une nouvelle classe en 1883.
En 1907, l’école avait besoin d’une troisième salle de classe pour faire face à l’augmentation des effectifs.
- 1946 – Le bloc principal de la nouvelle école fut construit.
- 1957 – Une piscine scolaire fut ajoutée
- 1960 – Le bloc des enfants fut érigé
- 1963 – Un cabinet dentaire scolaire ouvrit.
- 2013 – Les travaux commencèrent pour un nouvel office principal et une bibliothèque fut refaite .

En 2009, le taux de décile de l’école était de 5 et l’effectif de 45 élèves mais toutes les salles de classe n’étaient pas utilisées pour l’enseignement. 
Elle continuait à fournir un enseignement de qualité pour les enfants ruraux, et reste l’un des rares services de la commune restant dans la zone de Maheno.
En 2013, le principal: M. Murray Nelson se retira après 21 ans à la tête de l’école.

## L’église St Andrew de Maheno
L’église St Andrew dans Maheno fait partie de l’Anglican Parish of Oamaru-Maheno.
Une célébration a lieu tous les dimanches à 9 h, sauf en janvier.

## Maheno rugby
Le  Maheno Rugby Football Clubfondé en 1898, joue en vert et noir pour le Rugby union sur le terrain du Domaine de Maheno.
Le Maheno Rugby Football Club joue ses matches à domicile également au niveau du domaine de Maheno. 
Le domaine de Maheno est situé le long de la route de la vallée de Kakanui, dans  Maheno.

### Personnalités notables
- Ross Hay (en) (joueur de rugby avec un long service dans l'équipe de North Otago, 200, membre du Heartland XV (en))
- Fepikau Tatafu (ancien joueur du North Otago et ancien membre du équipe de rugby des Tongan (en))